# منطقة باجبات
باجبات رمزها «BG» (بالإنجليزية: Bagpat)‏ ، هو تقسيم إداري لدولة الهند تتبع ولاية أتر برديش (بالإنجليزية: Uttar  Pradesh)‏ ، مركزها هو مدينة باجبات (بالإنجليزية: Bagpat)‏ عدد سكانها حسب تعداد سنة 2001 هو 1,164,388 ، مساحتها 1,345 كم² وكثافة السكان 866 لكل كم² .

## أعلام
- رجا تشاودري
- راجندرا سينغ